# Hochtemperaturwolle
Hochtemperaturwolle ist ein künstlich hergestellter Werkstoff zur Wärmedämmung.

## Geschichte

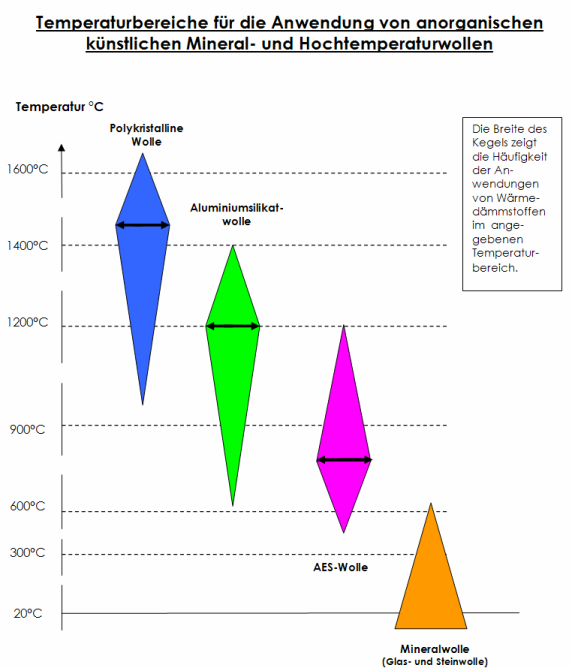
Temperaturbereiche der Anwendung

Zum Erschmelzen und zur Wärmebehandlung von Metallen benutzt der Mensch seit Jahrtausenden das Feuer. Um einen sicheren Umgang mit dem Feuer zu gewährleisten, wurden zum Erschmelzen von Metallen (Kupfer, Bronze, Eisen) und deren handwerklicher Bearbeitung schon frühzeitig spezielle feuerfeste Werkstoffe benötigt, die den Umgang mit flüssigen oder glühenden Metallen überhaupt erst möglich machten. Aufgrund der sehr unterschiedlichen Anwendungsbedingungen sind dabei eine Vielzahl von geformten, dichten Werkstoffen (feuerfeste Steine, Schamotte), geformte wärmedämmende Werkstoffe (Feuerleichtsteine) und ungeformte feuerfeste Werkstoffe (schwere und leichte Stampfmassen) entwickelt worden, die jeweils für spezielle Hochtemperaturanwendungen verwendet werden. Seit Jahrzehnten werden aber auch andere, künstlich hergestellte Werkstoffe zur Wärmedämmung genutzt, wobei im Niedrigtemperaturbereich (um 200 °C bis maximal 500 °C) Glas- und Schlackewollen eingesetzt werden.
In den 1960er-Jahren kamen erstmals in der Bundesrepublik Deutschland „Keramikfasern“ auf der Basis von Aluminiumsilikat auf den Markt und fanden wegen ihrer hohen Temperaturbeständigkeit und guten technischen Eigenschaften (z. B. gute Temperaturwechselbeständigkeit und niedrige Wärmeleitfähigkeit) sehr schnell Eingang in die industrielle Hochtemperaturdämmung. Der Begriff „Keramik“-Faser ist missverständlich, da eine ganze Reihe weiterer Materialien und Werkstoffe unter diesem Begriff subsumiert werden. Aus diesem Grund und weil weitere neue Werkstoffe für den Hochtemperaturbereich entwickelt wurden, wurde die Nomenklatur der hochfeuerfesten Vliese Ende der 1990er Jahre neu definiert. (VDI 3469)
Bedingt durch diverse Energiekrisen (1970er-Jahre bis heute) und die ständig steigenden Preise für Öl und Gas wurden, wo dies technisch möglich war, immer häufiger energiesparende Hochtemperaturvliese eingesetzt. Deren Verwendung in der Wärmedämmung ermöglichte eine leichtere Bauweise von Industrieöfen und weiteren technischen Einrichtungen (Heizungsbau, Automobile) mit vielen ökonomischen und ökologischen Vorteilen. Dies macht sich insbesondere in geringeren Wandstärken und wesentlich geringeren Massen in der Zustellung bemerkbar. 
- Schwerzustellung: 1500 bis 3500 kg/m³,
- Leichtzustellung: 500 bis 1000 kg/m³,
- Zustellung mit HTW: 160 bis 300 kg/m³.

## Hochtemperaturwolle (HTW)
Hochtemperaturwolle ist eine aus mineralischen Rohstoffen synthetisch hergestellte Anhäufung von Fasern mit unterschiedlichen Längen und Durchmessern. Zur Gruppe der Hochtemperaturwollen mit einer Klassifikationstemperatur > 1000 °C gehören amorphe AES- und Aluminiumsilikatwollen (ASW) sowie polykristalline Wollen (VDI 3469; DIN-EN 1094). Neben der Unterscheidung nach der chemischen Zusammensetzung haben künstlich hergestellte Fasern im Gegensatz zu natürlichen Fasern parallele Kanten.

### Erdalkalisilikatwolle (AES)
Die Erdalkalisilikatwollen oder englisch Alkaline earth silicate wool sind auch bekannt als Hochtemperaturglaswollen (HTGW). AES-Wollen bestehen aus amorphen Fasern, die durch Schmelzen einer Kombination aus CaO-, MgO-, SiO2 und ZrO2 hergestellt werden (siehe auch VDI 3469, Blatt 1 und 5). AES-Wollen werden in der Regel bei Einsatztemperaturen < 900 °C und bei kontinuierlich arbeitenden Aggregaten sowie im Hausgerätebereich verwendet. Erdalkalisilikatwollen wurden zu Beginn der 1990er-Jahre entwickelt.

### Aluminiumsilikatwolle (ASW)
Aluminiumsilikatwolle, auch als Keramikfasern (englisch Refractory Ceramic Fiber = RCF) bekannt, sind amorphe Fasern, die durch Schmelzen einer Kombination von Al2O3 und SiO2, üblicherweise im Gewichtsverhältnis 50:50 hergestellt werden (siehe auch VDI 3469 Blatt 1 und 5 sowie TRGS 521). Produkte aus Aluminiumsilikatwolle werden in der Regel bei Einsatztemperaturen > 900 °C und bei periodisch arbeitenden Aggregaten und kritischen Anwendungsbedingungen (siehe TRGS 619) verwendet. Aluminiumsilikatwolle findet seit 1952 Anwendung.
Aluminiumsilikatwollen wird gemäß Verordnung (EG) Nr. 1272/2008 (CLP) als krebserzeugende Stoffe der Kategorie 2 (Stoffe, mit Verdacht auf karzinogene Wirkung beim Menschen) eingestuft. 

### Polykristalline Wollen (PCW)
Polykristalline Wollen bestehen aus Fasern mit einem Al2O3-Gehalt > 70 Gew.-%; sie werden im „Sol-Gel-Verfahren“ aus wässerigen Spinnlösungen erzeugt. Die zunächst entstehenden wasserlöslichen Grünfasern (Vorprodukt) werden durch anschließende Wärmebehandlung kristallisiert (siehe auch VDI 3469 Blatt 1 und 5). Polykristalline Wollen werden in der Regel bei Einsatztemperaturen > 1300 °C und bei kritischen chemischen und physikalischen Anwendungsbedingungen auch bei niedrigeren Temperaturen verwendet. Polykristalline Wollen werden seit Anfang der 1970er-Jahre hergestellt.

## Definitionen

### Klassifikationstemperatur
Die Klassifikationstemperatur ist definiert als die Temperatur, bei der nach 24 h Wärmebehandlung im elektrisch beheizten Laborofen und in neutraler Atmosphäre eine lineare Schwindung von 4 % nicht überschritten wird. In Abhängigkeit von der Art des Produkts darf der Wert folgende Grenzen nicht überschreiten: 2 % bei Platten und Formteilen, 4 % bei Matten und Papieren.
Die Klassifikationstemperatur wird in 50 °C-Schritten angegeben (angefangen bei 850 und bis zu 1600 °C). 
Klassifikationstemperatur bedeutet nicht, dass das Produkt durchgehend bei dieser Temperatur eingesetzt werden kann. In der Praxis liegt die kontinuierliche Einsatztemperatur von amorphen HTWs (AES und ASW) typischerweise 100 °C bis 150 °C unter der Klassifikationstemperatur. Produkte aus polykristalliner Wolle können in der Regel bis zur Klassifikationstemperatur eingesetzt werden.

### Wollen
Als Wolle bezeichnet man eine ungeordnete Anhäufung von Fasern mit unterschiedlichen Längen und Durchmessern. „Hochtemperaturwollen“ erfüllen diese Definition und fallen deshalb unter den Begriff „Wolle“.
Amorphe AES- und Aluminiumsilikat-Wollen werden hergestellt, indem in einer Schmelzwanne die Rohstoffe mittels elektrischem Widerstandsschmelzverfahren geschmolzen werden. Der am Boden der Wanne austretende Schmelzstrahl wird mittels Blasverfahren oder Schleuderverfahren beschleunigt und zu Fasern mit unterschiedlichen Längen-/Durchmesserverhältnissen gezogen.

### Endlosfasern/Textilglasfasern (VDI 3469 Blatt 1)
Diese Fasern werden mittels Düsenziehverfahren mit definierten Düsendurchmessern hergestellt, dabei haben alle Monofilamente den technisch vorgegebenen gewünschten Durchmesser. Beim Umgang werden nur Fasern des gegebenen Durchmessers, aber unterschiedlicher Länge freigesetzt. 
Hochtemperaturwollen sind per Definition keine Fasern, daher ist der Begriff Keramik-„Fasern“ nicht korrekt.

### Textile Garne
Durch textile Arbeitsverfahren lassen sich Garne aus Wollen herstellen, die sich zu den vielfältigsten Produkten (Schnüre, Seile, Tücher, Kleidung) verarbeiten lassen.
Auch Hochtemperaturwollen können textil verarbeitet werden. Es entstehen dabei hoch temperaturbeständige Schnüre, die zum Beispiel für Dichtungen, Tücher (Brandschutzdecken) und Hitzeschutzkleidung verwendet werden.

## Anwendungen
Die HTW werden aufgrund ihrer Arbeitstemperatur speziellen Anwendungsbereichen zugeordnet. Diese können sich durch spezielle Bedingungen (atmosphärische, physikalische Bedingungen, Standzeitanforderungen) im Einzelfall verschieben. Jede Anwendung stellt besondere, ganz spezielle Anforderungen an das Feuerfestmaterial. Liegen diese Anforderungsbedingungen vor, kann das für diesen Fall am besten geeignete Produkt ausgewählt werden. Nachfolgend sind beispielhaft einige typische Anwendung von HTW-Produkten aufgezeigt. Meist werden die HTW-Produkte mit traditionellen Feuerfestprodukten ergänzt, um eine Komplettlösung zu haben.

### Erdalkalisilikatwollen
Der Schwerpunkt der Anwendung dieser Wollen liegt im Bereich der Hausgerätetechnik (z. B. Wärmedämmung von Ceran-Kochfeldern, Mikrowellen- und Backöfen), aber auch im Bereich von Automobilbau (z. B. Lagerungsmatte für Dieselrußpartikelfilter) und Heizungsbau. In industriellen Anwendungen werden die Produkte meist in Temperaturbereichen unter 1000 °C  eingesetzt, unter anderem auch in der NE-Metallindustrie.

### Aluminiumsilikatwolle
Aluminiumsilikatwolle ist ein Produkt zur Wärmedämmung in industriellen Bereichen im Wesentlichen bei Arbeitstemperaturen von 800 °C bis 1300 °C.
Der Schwerpunkt ihres Einsatzes sind weite Bereiche des Industrieofen-, Feuerungs- und Heizungsbaus, in der Heißgasfiltration, im  Automobilbau im Hot-End-Bereich von Abgassystemen und als Lagerungsmatten für Katalysatoren und Dieselrußpartikelfilter (DPF).

### Polykristalline Wollen
Die Anwendungstemperatur bei der Verwendung von Produkten aus PCW liegt hauptsächlich bei über 1300 °C. Damit ergeben sich im industriellen Bereich spezielle Anwendungen bei Temperaturen bis zu 1800 °C bzw. in denen chemische Beständigkeit gefordert wird. 
In der keramischen Industrie (dazu gehört auch Porzellan) wird zum Beispiel in den Industrieöfen mit Voll-PCW-Modulen als Wärmedämmung gearbeitet und im Bereich der Laborofentechnik werden Formteile aus PCW zur Dämmung des Ofens, in denen z. B. Zahnersatz hergestellt wird, verwendet.
Aber auch in niedrigeren Temperaturbereichen kann ein Einsatz sinnvoll sein. Hierdurch werden dann Reparaturintervalle von Industrieöfen verlängert, indem z. B. die ASW-Wärmedämmung durch Dehnfugen aus PCW komplettiert wird, des Weiteren finden  Kombimodule (PCW/ASW) immer stärkere Beachtung in Industrieöfen der Stahlindustrie.

## Vorteile

### Einsparung von Ressourcen
Gegenüber den klassischen Wärmedämmstoffen wie Feuerleichtsteinen (Calciumsilikat und mikroporöse Werkstoffe), Schwersteinen (Schamottesteine und -massen) und Feuerbetonen können Hochtemperaturwollen (HTW) als Wärmedämmstoffe bei vielen Wärmeprozessen zu Energieeinsparungen führen: 
- bei Erzeugung und Verarbeitung von Stahl und Nichteisenmetallen.
- im Industrieofen-, Feuerungs- und Heizungsbau
- im Automobilbau, dabei speziell im Hot-End-Bereich von Abgassystemen, als Lagerungsmatten für Katalysatoren und Dieselrußpartikelfilter
- in der Keramikindustrie
- in der Heißgasfiltration
- aber auch in der Hausgerätetechnik (wie Wärmedämmung von Ceran-Kochfeldern, Mikrowellen- und Backöfen).

Gegenüber den klassischen Wärmedämmstoffen haben die Hochtemperaturwollen eine Reihe von wirtschaftlichen und umwelttechnischen Vorteilen. 
So ist zum Beispiel im Bereich der Stahl-/Nichteisenmetallindustrie, im Industrieofen-/Feuerungs-/Heizungsbau und in der Keramikindustrie eine bis zu 50%ige Energieeinsparung im Vergleich zu konventionellen Stein/Beton-Zustellungen möglich. Damit verbunden sind eine Verbesserung des Wirkungsgrads der Thermoprozesse und eine Senkung der CO2-Emission. Industrieöfen und Anlagen mit HTW-Wärmedämmung haben weitere Vorteile durch leichtere Stahlkonstruktion und deutlich geringeres Gewicht der HTW-Zustellung, geringere Anforderungen an die Fundamente, eine schnelle Montage/Instandhaltung/Reparatur der Anlage. HTW-Anlagen sind schneller aufzuheizen und abzukühlen. Dadurch wird insbesondere bei diskontinuierlichen Prozessen die Verfügbarkeit und damit die Produktivität erhöht.

## Gesundheitsgefahren durch Stäube
Da im Gegensatz zu Mineralwoll-Dämmstoffen HTW-Produkten keine Staubbindemittel zugesetzt sind, ist bei deren Verarbeitung und Verwendung mit einer erhöhten Staubfreisetzung zu rechnen. Zur Gruppe der Stäube zählen auch Faserstäube, die bei der Be- und Verarbeitung von künstlich hergestellten anorganischen Mineral- und Hochtemperaturwollen entstehen können. Die Faserstäube mit einer Länge über 5 µm, einem Durchmesser unter 3 µm und einem Längen-/Durchmesserverhältnis, das größer als 3:1 ist,  werden als lungengängig angesehen. Aus Hochtemperaturwollen und aus textilen Produkten dieser Wollen können lungengängige Faserstäube freigesetzt werden. Dementsprechend müssen Umgangsvorschriften beachtet werden, die vom Bundesministerium für Arbeit und durch die Verbände der Hersteller von Hochtemperaturwolle erarbeitet und veröffentlicht werden.